# Демократическая партия России
Демократи́ческая па́ртия Росси́и (ДПР) — консервативная официально зарегистрированная российская политическая партия, образованная 26 мая 1990 года, зарегистрированная 14 марта 1991 года и ставшая одной из трёх первых партий в РСФСР.
Основана народным депутатом Верховного совета РСФСР Николаем Травкиным. Была одной из сил, поддерживавших демократические преобразования.
С декабря 2005 года по 2014 год председателем партии являлся Андрей Богданов, с 2014 по 2021 год — его брат Тимур Богданов. С января 2021 года партию возглавляет Александр Зорин.
Партия с 2007 года выступает за интеграцию России в Европейский Союз. В 2008 году была распущена и находилась в составе соучредителей партии Правое дело. ДПР была преобразована в общероссийскую общественную организацию «Центр Андрея Богданова». 12 февраля 2012 года партия вновь учреждена на съезде, 10 мая 2012 года была вновь зарегистрирована Минюстом РФ и на тот момент стала девятой зарегистрированной политической партией страны (после 8-й партии РПР-ПАРНАС[значимость факта?]).
Партию возглавляет родной брат бывшего председателя Андрея Богданова. Последний имеет аффилиации с Кремлем и обвинялся в массовом создании партий-спойлеров, чтобы расколоть голоса либерального и демократического электората.

## История
Оргкомитет по созданию Демократической партии России сложился между 21 апреля и 3 мая 1990 года. Основной задачей его деятельности стало создание массовой политической партии, способной соперничать с КПСС и разрушить её монополию на власть. Базой партии должны были стать Московское объединение избирателей, Ленинградский народный фронт и некоторая часть Демократической платформы в КПСС и Межрегиональной депутатской группы. Председателем Оргкомитета стал народный депутат СССР и РСФСР Николай Травкин.
26-27 мая прошла общероссийская Учредительная конференция Демократической партии России. В работе конференции приняли участие 310 делегатов из 85 регионов России. Были приняты Программные тезисы и Организационные принципы партии. Эти материалы рассматривались как первичная основа для разработки программных документов ДПР.
I съезд ДПР состоялся 1-2 декабря 1990 года в Москве. На I съезде был принят устав партии, избран председатель (народный депутат РСФСР Н.Травкин). На II съезде ДПР 26-28 апреля 1991 в Москве была утверждена программа партии и принята декларация о создании блока «НАРОДНОЕ СОГЛАСИЕ», в который вошли три партии — коллективных члена движения «Демократическая Россия»: ДПР, Российское Христианско-демократическое движение (РХДД) Виктора Аксючица и Конституционно-демократическая партия — Партия народной свободы (КДП-ПНС) Михаила Астафева.
Николай Травкин возглавлял ДПР до декабря 1994 года.
В 1994 году партия раскололась и её лидером стал Сергей Глазьев, который оплатил пленум, сместивший Травкина. Однако Глазьев руководил партией недолго — летом 1996 года он возглавил Управление экономической безопасности аппарата Совета безопасности Российской Федерации. После ухода Глазьева лидеры партии менялись часто: Виктор Петров (1997), Виталий Наседкин (1998), Георгий Хаценков (1998—2000), Денис Кузьмин (2000—2002), Михаил Прусак (2002—2003) и Вячеслав Жидиляев (февраль — сентябрь 2003).
При выборах главы партии в 1998—2003 годах выбирали того, кто сможет наладить финансовые дела партии. Виталий Наседкин, возглавивший партию в 1997 году, был смещен за то, что вскрыл нецелевое расходование средств представителями центрального аппарата партии, выделяемых на развитие региональных отделений. Проехав по регионам, он обнаружил, что региональные партийные организации состоят из 2-3 человек, не ведущих никакой работы и не получающих финансирование, о котором ему представлялись липовые отчёты. Партия оказалась микроскопической. Даже в центральном аппарате печатали на машинках, он же обеспечил офисы современной оргтехникой за свой счёт. Выбрали его на съезде, а сместили, в нарушение устава, в его отсутствие кулуарно (он в это время находился по приглашению Кирсана Илюмжинова в Элисте на чемпионате мира по шахматам). «В ответ на эти претензии от председателя Национального комитета поступили оптимистические заверения в том, что он ведет активные многосторонние переговоры с влиятельными лицами по вопросу финансовой и иной помощи ДПР и что эти лица охотно поддержат партию в ближайшее время. По итогам полемики была констатирована бездеятельность председателя НК в текущей работе, в том числе и в финансовом обеспечении деятельности ДПР и её центральных органов». По словам же председателя Исполкома В. Жидиляева Виталия Наседкина сместили за то, что он якобы вывез подаренную им партии оргтехнику. Бизнесмен Георгий Хаценков, сыгравший определённую роль в основании партии, на посту председателя, начал с того, что предложил региональным партийным организациям открыть счета для перечисления денег.
После ухода Михаила Прусака Демократическую партию пытался возглавить Михаил Касьянов, но под давлением Кремля её лидером стал А. Богданов. С этого момента до своего роспуска в 2008 году Демократическая партия была «спойлером», то есть по заказу администрации президента Российской Федерации портила кампании «Яблоку» и «Союзу правых сил».
В состав партии входил глава Кемеровской области Михаил Кислюк.

## Выборы (1993—2016)
В 1993 году, на выборах в Государственную думу (1 созыва) список партии получил 5,53 %, проведя 14 депутатов по партийным спискам (заняла 1-е место в Ингушетии) и 1-го по одномандатному округу № 174 от Томской области.
В 1994 году думская фракция Демократической партии России раскололась на две группы — 7 депутатов и 8 депутатов.
В 1995 году, на выборах в Государственную думу (2 созыва) самостоятельно не участвовала. Партия шла на выборы совместно со списком Конгресса русских общин. Новый лидер партии Сергей Глазьев объяснил это тем, что у партии просто не было денег.
Партию в Думе 2-го созыва представляли лишь два депутата, прошедших через одномандатные округа — Станислав Говорухин (от «Блока Станислава Говорухина») через округ № 53 (Ставропольский край) и Анатолий Котков (от «Преображения Отечества») через округ № 164 (Свердловская область).
В 1999 году, на выборах в Государственную думу (3 созыва) не участвовала и не имела своих представителей.
В 2003 году, на выборах в Государственную думу (4 созыва) получила 0,22 %, не преодолев избирательный барьер. Выдвинутые партийные кандидаты по одномандатным округам также не смогли пройти в парламент.
В 2007 году, на выборах в Государственную думу (5 созыва) получила 0,13 %, не преодолев избирательный барьер.
В 2011 году, на выборах в Государственную думу (6 созыва) самостоятельно не участвовала, так как была распущена и входила в состав соучредителей партии «Правое дело», получившей на выборах 0,60 % и не преодолевшей избирательный барьер.
В 2016 году в выборах в Государственную думу 7-го созыва не участвовала, партия не имела представителя в региональном или городском парламенте и не была освобождена от сбора подписей. Партия не проводила сбор подписей на выдвижение.

#### Выборы Президента России
В 1991 году ДПР предложила Бориса Ельцина в качестве кандидата на пост Президента России, однако в декабре 1991 года организовала митинг на Манежной площади против подписания Беловежских соглашений и перешла в оппозицию.
В 1996 году на президентских выборах поддержала кандидатуру Александра Лебедя.
В 2000 году на президентских выборах поддержала кандидатуру Владимира Путина.
В 2004 году, перед началом президентских выборов тогдашний лидер ДПР Владимир Подопригора (2003—2005) пытался инициировать бойкот предстоявших президентских выборов.
В 2008 году, на президентских выборах партия выдвинула и зарегистрировала своего лидера партии Андрея Богданова, который набрал 1,30 % и занял последнее (4-е) место.

### Противостояние Богданова и Касьянова в попытке возглавить ДПР
Председатель Центрального комитета ДПР с мая 2005 — Андрей Богданов. Переход руководства в партии к новому лидеру совпал по времени с заявленным намерением бывшего премьер-министра России Михаила Касьянова возглавить Демократическую партию России и опираться на неё в ходе своей предвыборной президентской кампании. 17 декабря 2005 параллельно с XIX съездом ДПР, организованным Председателем ЦК ДПР Богдановым, в гостинице «Измайлово» проходило параллельное мероприятие с участием Касьянова. По некоторым данным, XIX съезд ДПР был поддержан администрацией президента РФ, чтобы воспрепятствовать намерениям Михаила Касьянова. Впоследствии Минюст РФ признал легитимным тот съезд, на котором председателем ЦК ДПР, а также лидером партии был избран Богданов. За Богданова проголосовало 212 делегатов съезда, а за альтернативную кандидатуру Касьянова лишь 13. В итоге Касьянов был вынужден отказаться от своего желания возглавить Демократическую партию России и заняться созданием новой партии.
В марте 2006 был учрежден «Молодёжный союз ДПР».

### Интеграция ДПР с Европейским Союзом
17 сентября 2007 года, в штаб-квартире Европейского Союза в Брюсселе прошёл демократический конгресс, организованный по инициативе Демократической партии России, в рамках конгресса состоялась часть XXI съезда партии ДПР, на котором было принято решение о вступлении России в Европейский Союз. На конгресс в Брюссель съехались делегаты члены партии ДПР и руководители региональных отделений ДПР, расходы которых взяла на себя парламентская группа в Европарламенте «Европейская народная партия — Европейские демократы» которая является частью международного интернационала «Европейской народной партии» и её член итальянская партия Народ свободы

## Роспуск и возрождение
15 ноября 2008 года на внеочередном съезде ДПР партия самораспустилась и вошла в состав соучредителей партии Правое дело наряду с партиями Гражданская сила и Союз правых сил, которые также самораспустились для создания единой демократической партии Правое дело. При этом все три партии сохранили свои бренды, преобразовавшись из политических партий в общественные организации
По данным Федеральной регистрационной службы на 1 января 2007 года, насчитывала 82183 членов.
Возрождение
12 февраля 2012 года партия была заново создана под её прежним названием, председателем избран Андрей Богданов, а его заместителем — Вячеслав Смирнов 23 марта 2012 года Государственной думой были приняты поправки к Федеральному закону ФЗ-95 «О политических партиях, упрощающие регистрацию политических партий». 28 апреля 2012 года партия была вновь официально зарегистрирована Минюстом РФ.
Журналисты Lenta.ru выяснили, что одновременно с восстановлением ДПР Андрей Богданов и его заместитель Вячеслав Смирнов участвовали в регистрации (написании устава и программы) следующих партий: Союз горожан, Партия социальных сетей, Коммунистическая партия социальной справедливости, Народная партия Россия, Социал-демократическая партия.
Вячеслав Смирнов так прокомментировал эту ситуацию:

Проще пяти-шести партиям пользоваться одним и тем же бухгалтером и одним пакетом. Есть разница — платить не за одну партию 500 долларов, а за несколько. Кроме того, мы кое-где на местах помогали найти председателей региональных отделений.
18 июля состоялась пресс-конференция «Координационного совета — технической коалиции», организованного по инициативе председателя партии ДПР Андрея Богданова, на которой им было представлено 4 созданные с его участием зарегистрированные политические партии, входящие в состав «Координационного совета — технической коалиции»: партия «Союз горожан» под руководством Дмитрия Попкова, «Социал-демократическая партия России» под руководством Виктора Милитарёва, «Коммунистическая партия социальной справедливости» под руководством Юрия Морозова и «Народная партия России» под руководством Станислава Арановича. Партия ДПР является членом «Координационного совета — технической коалиции», созданного по инициативе Андрея Богданова. 14 октября 2012 года партии принимали участие в ряде регионов в едином дне голосования, но не получили не одного мандата.
В сентябре 2014 года партию возглавил Тимур Богданов, родной брат Андрея Богданова, который возглавил созданную при его участии «Коммунистическую партию социальной справедливости».
Выборы (2012—2020)
14 октября 2012 года, партия приняла участие в выборах единого дня голосования в следующих населённых пунктах: в Краснодарском крае (3266 голосов, 0,19 %), в Северной Осетии (481 голос, 0,21 %), в Пензенской области (1469 голосов, 0,27 %), в Твери (236 голосов, 0,29 %), в городскую думу города Каменск-Уральский Свердловской области (366 голосов, 1,48 %).
В 2020 году, партия выдвинула двух кандидатов-одномандатников на выборах в Государственный совет Республики Коми, однако только один из них — Игорь Михайлович Егоров был зарегистрирован. Кандидатом на пост губернатора Костромской области стал Алексей Уткин, однако, он получил отказ в регистрации. Получила отказ в регистрации и Евгения Валерьевна Пастернак, индивидуальный предприниматель, кандидат на должность губернатора ЕАО.
Куда более успешным стало выдвижение на должность губернатора Севастополя домохозяйки Александры Сергеевны Романенко, которая была зарегистрирована.

## Руководство партии
Председатели партии в разный период её деятельности:
- Николай Травкин (1990—1994);
- Сергей Глазьев (1994—1997);
- Виктор Петров (1997);
- Виталий Наседкин (1998);
- Георгий Хаценков (1998—2000);
- Денис Кузьмин (2000—2002);
- Михаил Прусак (2002—2003);
- Вячеслав Жидиляев (февраль — сентябрь 2003);
- Владимир Подопригора (2003—2005);
- Андрей Богданов (2005—2014);
- Тимур Богданов (2014 — 2021);
- Александр Зорин (с января 2021).

## Финансирование
В начале своего основания партия жила за счет добровольных пожертвований и поступлений юридических лиц. Например, во второй половине 1991 года одним из крупнейших спонсоров партии был Сибинкомбанк, внесший 1 млн рублей. Похожая ситуация сохранялась в 1990-е годы. При этом наладить сбор членских взносов не удалось, и в 1998 году из устава Демократической партии России был изъят пункт о возможности исключения из партии за неуплату членских взносов.
Продажа партийной прессы была убыточной с самого начала. Уже в 1991 году реализация «Демократической газеты» (официальный орган партии тиражом 50 тыс. экз.) могла принести в лучшем случае 50 тыс. руб., а издержки на её выпуск составляли не менее 55 тыс. руб. Кроме того, региональные отделения партии зачастую не желали сдавать выручку от продажи газеты в «центр». В 1992 году «Демократическая газета» закрылась.
С началом реформ в России в 1992 году положение партии резко ухудшилось. Деньги на партийном счете быстро обесценились. Партии пришлось для получения денег заняться решением проблем предпринимателей-спонсоров. Например, председатель исполкома партии И. Хомяков просил префекта Центрального административного округа Москвы оказать помощь предпринимателям, спонсирующим Демократическую партию России. В итоге местные организации партии попали в зависимость от бизнесменов, которые их содержали. Сама же партия стала организовывать во второй половине 1990-х годов избирательные кампании всем желающим, чтобы поправить свое финансовое положение. В середине 1990-х годов партийным лидерам приходилось оплачивать партийные съезды из личных средств. Например, партийный пленум Национального комитета Демократической партии России (12 — 13 ноября 1994 года), сместивший Травкина, оплачивался в значительной мере деньгами Сергея Глазьева (5 млн руб.) и депутата Государственной думы Г. Карелина (7,5 млн руб.).